# Mesta heroji v Jugoslaviji
Seznam mest, ki so prejele odlikovanje narodnega heroja Jugoslavije (v vsaki republiki in avtonomni pokrajini po eno, najpogosteje kar glavno mesto, začenši z Ljubljano) in sicer po vzoru sovjetskih poimenovanj 12 mest-herojev v spomin na odpor v 2. svetovni vojni.

## Seznam
- Ljubljana (Slovenija), odlikovana 7. maja 1970.
- Titov Drvar (Bosna in Hercegovina), odlikovan 17. maja 1974.
- Beograd (Srbija), odlikovan 20. oktobra 1974.
- Zagreb (Hrvaška), odlikovan 7. maja 1975.
- Novi Sad (Vojvodina, Srbija), odlikovan 7. maja 1975.
- Prilep (Makedonija), odlikovan 7. maja 1975.
- Priština (Kosovo), odlikovana 7. maja 1975.
- Cetinje (Črna Gora), odlikovano 7. maja 1975.